# کانون فرهنگی - تربیتی فاطمه الزهرا
کانون فرهنگی - تربیتی فاطمه الزهرا مربوط به دوره پهلوی دوم است و در شیراز، خیابان زند، کوچه شهرداری سابق واقع شده و این اثر در تاریخ ۸ مرداد ۱۳۸۱ با شمارهٔ ثبت ۶۰۴۲ به‌عنوان یکی از آثار ملی ایران به ثبت رسیده است.